# 切里菲爾德 (緬因州)
切里菲爾德（英語：Cherryfield）是一個位於美國緬因州華盛頓縣的鎮。

## 人口
根據2020年美國人口普查的數據，切里菲爾德的面積為116.52平方千米，當中陸地面積為115.10平方千米，而水域面積為1.42平方千米。當地共有人口1107人，而人口密度為每平方千米10人。